# Zygmunt Ciara
Zygmunt Ciara (ur. 27 października 1935 w Kępie Podolskiej, zm. 6 października 1993 w Łodzi) – polski lekkoatleta, specjalizujący się w biegach średniodystansowych.

## Życiorys
Startował w barwach SKS Garwolin (1953-1954), Zrywu Warszawa (1955-1956), Warszawianki (1957-1961) i Startu Łódź (1962-1972). W 1957 zdobył brązowy medal mistrzostw Polski seniorów w biegu na 1500 metrów.
W 1958 ukończył studia w Akademii Wychowania Fizycznego w Warszawie, pracował jako nauczyciel w-f, był trenerem lekkiej atletyki.
Jego żoną była Teresa Ciara (z.d. Niemiec), również polska lekkoatletka, lecz specjalizująca się w pchnięciu kulą i rzucie dyskiem.
Zmarł w 1993 roku i został pochowany na cmentarzu rzymskokatolickim Matki Bożej Nieustającej Pomocy w Łodzi wraz z żoną Teresą (zm. 2014).

## Rekordy życiowe
- bieg na 800 metrów
  - stadion – 1:53,5 (Łódź 1962)
- bieg na 1000 metrów
  - stadion – 2:29,6 (Łódź 1966)
- bieg na 1500 metrów
  - stadion – 3:47,2 (Olsztyn 1962)
- bieg na 3000 metrów
  - stadion – 8:14,4 (Wałcz 1966)
- bieg na 5000 metrów
  - stadion – 14:30,4 (Lipsk 1966)